# Hajasibara Megumi
Hajasibara Megumi (林原 めぐみ; Hepburn: Hayashibara Megumi; Tokió, 1967. március 30. –) japán szeijú, énekesnő, szövegíró és rádiós műsorvezető.

## Karrierje

### Szinkronszínészet
Megumi 12 évesen határozta el, hogy szeijú (szinkronszínész) lesz. A szülei nem támogatták az ötletét, mivel ez nem egy biztos állás, ezért középiskola után ápolónői szakmát végzett. Tanulmánya közben olvasott egy felhívást arról, hogy egy színésziskola ingyenes szinkronszínészeti oktatást vállal. Megumit felvették. Még tanulmánya közben megkapta az első mellékszerepét 1986-ban. Megumi sikeresen elvégezte mind az ápolónői szakmát, mind a szinkronszínészetet. Az első főszerepet 1989-ben kapta, a Japánban nagyon népszerű Ranma ½ anime főszerepét kapta meg. Ez hozta meg számára az országos ismertséget. A nemzetközi ismertség sem váratott sokáig magára. 1995-ben Amerikába is eljutott az anime, és még ebben az évben meghívást kapott az Anime America ’95 rendezvényre, ahol nagy sikere volt.[forrás?] De ez az év nemcsak a nemzetközi ismertség miatt volt jelentős Megumi számára. Ebben az évben mutatták be a nagy sikerű Slayers animét, mely mai napig a legnépszerűbb szinkronszerepe. Ekkor ismerte el igazán a szakma, és nagyon sok felkérést kapott fő- és mellékszerepekre egyaránt. Rengeteget dolgozott. 1998. március 30-án férjhez ment, ezután ritkábban vállalt szerepet, hogy a magánéletére is tudjon időt fordítani. Amikor 2004. június 28-án életet adott kislányának, 2 évre visszavonult. 2006-ban visszatért, legújabb szerepe a 2008-as Slayers Revolution anime.

Megumi alapelve az, hogy a szereplőt életre kell kelteni mindenáron. Ennek tudják be, a kiemelkedően jó szinkronszínészi munkásságát.

### Énekesnői karrier
Megumi nem tervezett énekesnői karriert, de a Ranma ½ animén belül több dalt is el kellett énekelni, ekkor figyeltek fel az énekhangjára. Ezután folyamatosan képezte a hangját. 1990-ben egy rövid, öt állomásból álló miniturnéja volt, ahol felfigyelt rá a japán King Records lemezkiadó igazgatója, és lemezszerződést ajánlott neki. Első nagylemeze 1991-ben jelent meg Half and, Half címmel. Az album sikeres lett. Ezután nagyon sok anime főcímdalát énekelte fel, karrierjének csúcsa szintén 1995-1998 közé tehető. Ezekben az időkben százezres nagyságrendben keltek el az albumai Japánban. Majd szintén ritkábban énekelt 1998 után, és 2004-2006 között az énekléstől is visszavonult. Visszatérése 2006 nyarára tehető, amikor megjelent a Meet Again című kislemeze.

## Szinkronszerepek
- Ai, a videolány (Ai)
- 3×3 Eyes (Pai)
- Alfred J. Kwak (Alfred J. Kwak)
- All Purpose Cultural Cat Girl Nuku Nuku (Nacume Acuko)
- Batman Beyond (Batgirl/Barbara Gordon)
- Blue Seed (Fudzsimija Momidzsi)
- Cheeky Angel (Amacuka Megumi)
- Christmas in January (Mizuki)
- Cowboy Bebop (Faye Valentine)
- Conan, a detektív (Ai Haibara, Koizumi Akako)
- Donkey Kong Country (Diddy Kong)
- Dragon Ball Z (vak fiú, aki találkozik Majin Buu-val)
- Esper Mami (Simazu Szanae)
- Flanders no Inu, Boku no Patrasche (Nero)
- Floral Magician Mary Bell (Mory)
- Kinkjú Hassin Saver Kids (Szeira)
- Macross Plus (Lucy Macmillan)
- Madó King Granzort (Guriguri, Enuma)
- Magical Princess Minky Momo (Momo)
- Maiszon Ikkoku (Debütáló szerep) (Óvónő, Nanao Jószuke, Acuko, Koizumi, Taró, és sok más)
- Mobile Suit Gundam 0080: War in the Pocket (Christina Mackenzie)
- Lost Universe (Canal Vorfeed)
- Love Hina (Urasima Haruka)
- Nekkecu Szaikjó Go-Saurer (Tacsibana Hiromi)
- Neon Genesis Evangelion (Ajanami Rei, Ikari Jui, Penpen)
- Oszomacu-kun (Todomacu)
- Patlabor: The TV Series (Szakurajama Momoko)
- Pokémon (Muszasi (nyugaton Jessie) a Rakéta Csapatból, Bulbasaur, Pidgeotto, Goldeen)
- Pokémon: Advanced Generation (Muszasi (nyugaton Jessie) a Rakéta Csapatból, Hoenn Pokédex)
- Pokémon Chronicles (Muszasi (nyugaton Jessie) a Rakéta Csapatból)
- Pokémon: Diamond and Pearl (Muszasi (nyugaton Jessie) a Rakéta Csapatból, Chimchar)
- Ranma ½ (Szaotome Ranma (nő))
- Saber Marionette (Lime)
- Sailor Moon S: Jégbe zárt szívek (Najotake Himeko)
- Samurai Pizza Cats (Csomoranma #1/2)
- Sgt. Frog (Ajanami Rei, 48. rész)
- Shadow Skill (Elle Lagu)
- Shaman King (Kjojama Anna, Opacso)
- Slayers (Verselő Lina)
- Slayers Revolution (Verselő Lina)
- Slayers Evolution-R (Verselő Lina)
- Sorcerer Hunters (Tira Misu)
- Tales of Eternia: The Animation (Marone Bluecarno)
- Tekkaman Blade (Aki)
- Tenszai Bakabon (Bakabon)
- The Three Musketeers (Episode one guest)
- Tico of the Seven Seas (Nanami Simpson)
- Vataru (Sinobibe Himiko)
- Yu Yu Hakusho (Fukumen, fiatal Genkai)
- Zettai Muteki Raidzsin-Oh (Izumi Jú, Himeki Ruruko, Faruzebu, Jamagucsi Kozue, Hicsó anyja, Joppá anyja)

## Diszkográfia
- Half and, Half (1991)
- Whatever (1992)
- Perfume (1992)
- Shamrock (1993)
- Sphere (1994)
- Enfleurage (1995)
- Bertemu (1996)
- Iravati (1997)
- Fuvari (1999)
- Feel Well (2002)
- Center Color (2004)
- Plain (2007)
- Choice (2010)

## Külső hivatkozások
- Hajasibara Megumi hivatalos weboldala (japánul)
- Hajasibara Megumi  az Anime News Network enciklopédiájában (angolul)